# Joakim Adeberg
Joakim Adeberg, född 25 september 1989 i Spånga, är en svensk balettdansör som åter är vid Kungliga Baletten i Stockholm, efter att varit  engagerad vid Les Ballets de Monte-Carlo i Monaco åren 2008–2009.
Joakim Adeberg utbildades 2000–2008 vid Kungliga svenska balettskolan. Han var finalist i Prix de Lausanne 2008 och vann guldmedalj och Grasse Stads Pris i Grasse International Ballet Competition, Frankrike 2008.
Joakim Adeberg fick Gösta Svalbergs Heders Stipendium 2008, Carina Ari stipendium 2004–2008 och American Ballet Theatre Stipendium, 2007